# 野迫川村
野迫川村（日语：／ Nosegawa mura */?）是位於日本奈良縣西南部的行政區劃，也是全奈良縣人口最少的行政區劃。轄區位於紀伊山地西部的山區中，境內河川皆屬於熊野川的支流，可居住地面積僅占約2.1%。

## 人口
| 野迫川村人口分布圖 |                                                 |  |
| 野迫川村與日本全國年齡別人口分布比較圖 （2005年資料） | 野迫川村的年齡、男女別人口分布圖 （2005年資料） |  |
| ■紫色是野迫川村 ■綠色是全国 | ■藍色是男性 ■紅色是女性                         |  |
| 野迫川村人口變化 \| 1970年 \| 1,405人 \| \| \| 1975年 \| 1,285人 \| \| \| 1980年 \| 1,121人 \| \| \| 1985年 \| 1,213人 \| \| \| 1990年 \| 926人 \| \| \| 1995年 \| 875人 \| \| \| 2000年 \| 783人 \| \| \| 2005年 \| 743人 \| \| \| 2010年 \| 524人 \| \| \| 2015年 \| 449人 \| \| \| 2020年 \| 357人 \| \| |                                                 |  |
| 資料來源：日本總務省統計中心提供之人口普查數據 |                                                 |  |
| 1970年 | 1,405人                                         |  |
| 1975年 | 1,285人                                         |  |
| 1980年 | 1,121人                                         |  |
| 1985年 | 1,213人                                         |  |
| 1990年 | 926人                                           |  |
| 1995年 | 875人                                           |  |
| 2000年 | 783人                                           |  |
| 2005年 | 743人                                           |  |
| 2010年 | 524人                                           |  |
| 2015年 | 449人                                           |  |
| 2020年 | 357人                                           |  |

## 歷史
在江戶時代曾經屬於紀州藩，在幕府設置了五條代官所後才由五條代官所負責管轄。
現在的野迫川村北部區域過去被合稱為野川組、西南部區域被稱為迫組，中部區域稱為川並組；因此在1889年日本實施町村制，決定將這三個區域整併為一個行政區劃時，從這三個組名各取第一個字合稱為「野迫川」。

## 交通
由於轄區位於山區，對外交通非常不便，對奈良縣內其他地區只有縣級道路奈良縣道53號高野天川線，需利用野迫川村營巴士往東至五條市大塔町小代地區後，再搭乘奈良交通經由國道168號的客運到縣內其他地方。
反而是在野迫川村西側與和歌山縣高野町交界處有國道371號高野龍神Skyline路段，甚至從村內最主要的聚落大字北股地區過去僅有3公里不到的路程距離，因此野迫川村對外的交通反而是利用南海林間巴士至和歌山縣高野町，再轉乘至橋本市較為方便。

## 姊妹、友好城市

### 海外
- 上塔特拉山鎮（斯洛伐克普雷绍夫州）

## 外部連結
- （日語） 野迫川村的Facebook專頁
- （日語） 野迫川村觀光導航 （页面存档备份，存于）